# 古塔灵
古塔灵是奥地利克恩顿州格兰河畔圣法伊特县的一个市镇。总面积55.29平方公里，总人口1509人，人口密度27.3人/平方公里（2005年）。